# Rearwin Airplanes
A Rearwin Airplanes foi na verdade um conjunto de empresas americanas de fabricação de aviões fundadas por Andrew ("Rae") Rearwin em 1928. Rae Rearwin foi um empresário americano que desenvolveu vários empreendimentos comerciais de sucesso na área de Salina, Kansas, no início do século XX. Embora não tivesse experiência com fabricação de aeronaves (e nenhum treinamento de piloto), ele sentiu que poderia ter sucesso com sua sólida visão de negócios. Com seus dois filhos, Ken e Royce, ele contratou alguns engenheiros e construiu o Ken-Royce em uma garagem em Salina. A empresa mudou-se para o Aeroporto Fairfax em Kansas City, Kansas, e passou por muitas modificações antes de ser vendida para a Commonwealth Aircraft em 1942, que faliu em 1946.

## Histórico
Rae Rearwin visitou fabricantes de aeronaves de Wichita no verão de 1927 com seus filhos adolescentes Royce e Ken e se convenceu de que poderia melhorar o que viu. Ele investigou a compra de uma empresa existente, mas nenhuma estava interessada em vendê-la, então tentou contratar Herb Rawdon da Travel Air Corporation. Rawdon não estava interessado, mas sugeriu um engenheiro que poderia estar.:41
A empresa iniciou a construção de uma velha garagem em Salina, Kansas, a cidade natal dos Rearwin. O primeiro protótipo da empresa, o Rearwin Ken-Royce, foi concluído em janeiro de 1929. Rearwin transferiu a operação para o aeroporto Fairfax em Kansas City, Kansas no início de 1929. Enquanto o protótipo Ken-Royce participava de passeios e corridas de publicidade, Rae Rearwin buscava um investidor para financiar operações. Um petroleiro de Kansas City forneceu fundos e Rae formou uma joint venture com ele, batizando a empresa Rearwin Airplanes.:63
Os aviões da Rearwin produziriam o Ken-Royce e o Rearwin Junior, embora a Grande Depressão tenha causado o esgotamento das encomendas de ambos. Em 1933, Rae iniciou uma nova sociedade unipessoal usando a fábrica e equipamentos ociosos da Rearwin Airplanes, que foi chamada de Rearwin Aircraft. A Rearwin Aircraft concentrou-se na produção do Rearwin Speedster de alto desempenho e do Rearwin Sportster de baixo custo. A empresa se tornou Rearwin Aircraft & Engines ao adquirir a LeBlond Aircraft Engine Corporation, fabricante de pequenos motores radiais que a Rearwin usava em vários de seus produtos. A divisão foi renomeada Ken-Royce Engines Company.
A Rearwin Aircraft & Engines apresentou seu Cloudster em 1939, que foi posteriormente desenvolvido como um instrutor de instrumentos especializado para companhias aéreas. Para se manter atualizado, o último produto da Rearwin, o Skyranger adotou o novo motor horizontalmente oposto em vez dos pequenos motores radiais que a empresa produziu e tinha experiência.
A empresa foi vendida para a empresa Empire Ordnance do investidor Frank Cohen em 1942 e tornou-se a Commonwealth Aircraft, que adquiriria a Columbia Aircraft Corporation e se mudaria para sua antiga fábrica em Valley Stream, Nova York. Embora Ken e Royce sempre tenham estado envolvidos na empresa Rearwin, eles não estavam interessados em assumir o negócio. Os investimentos e a especialidade da Rearwin Aircraft & Engines em pequenos motores radiais os deixaram mal posicionados para a era vindoura de motores horizontalmente opostos que dominariam após a Segunda Guerra Mundial.
Antes de vender a empresa, os Rearwins negociaram contratos para fazer o Waco CG-3A e o CG-4A. Isso exigia expansões físicas e 2.000 funcionários seriam eventualmente contratados. Outros contratos de guerra incluíam matrizes e socos para Remington Arms e lançamentos de reboque de planador. No final da Segunda Guerra Mundial, 1.470 dos planadores CG-4A foram construídos, tornando a Rearwin / Commonwealth o terceiro maior fabricante do tipo.
A Commonwealth Aircraft retomou a produção do Skyranger em 1945 na fábrica de Fairfax, antes de mover a produção para Nova York. A empresa faliu em 1946 e foi dissolvida em março de 1947.

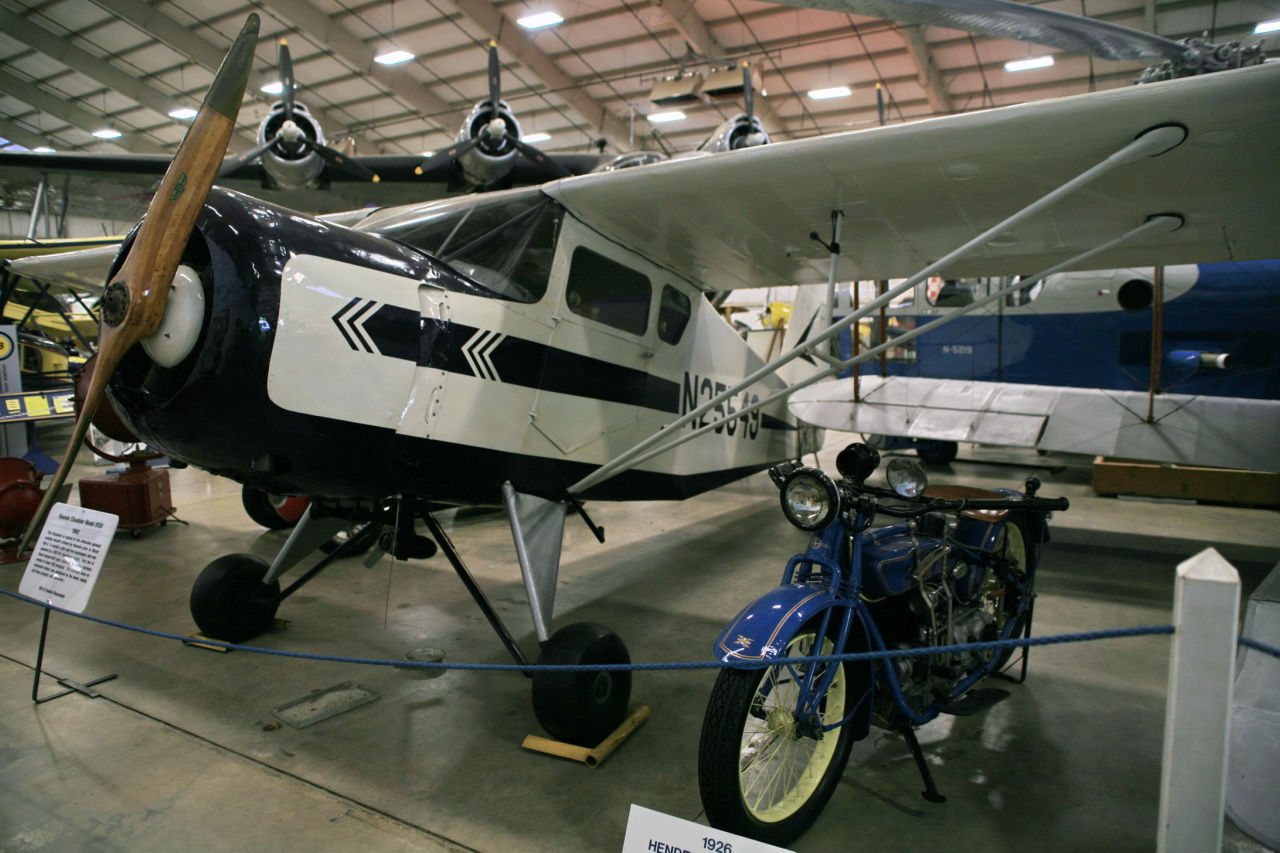
Um Rearwin 8135 Cloudster.

## Produtos
| Nome do modelo    | 1º voo | Quantidade construída | Tipo                           |
| ----------------- | ------ | --------------------- | ------------------------------ |
| Rearwin Ken-Royce | 1929   | 7                     | Biplano monomotor esportivo    |
| Rearwin Junior    | 1931   | ~30                   | Monoplano monomotor esportivo  |
| Rearwin Speedster | 1934   | 11                    | Monoplano monomotor esportivo  |
| Rearwin Sportster | 1935   | ~273                  | Monoplano monomotor esportivo  |
| Rearwin Cloudster | 1939   | 125                   | Monoplano monomotor utilitário |
| Rearwin Skyranger | 1940   | 82                    | Monoplano monomotor utilitário |

## A Ken-Royce Engine Company
A aeronave da Rearwin usava principalmente pequenos motores radiais, então, em 1937, quando a R. K. LeBlond Machine Tool Company se ofereceu para vender sua divisão de motores, especializada em pequenos motores radiais, a Rearwin comprou os ativos. A venda foi feita a um preço com grande desconto, para dar à empresa LeBlond uma redução de impostos e deu à Rearwin uma fonte interna de pequenos motores radiais para suas aeronaves.